# Niedersächsisches Finanzministerium

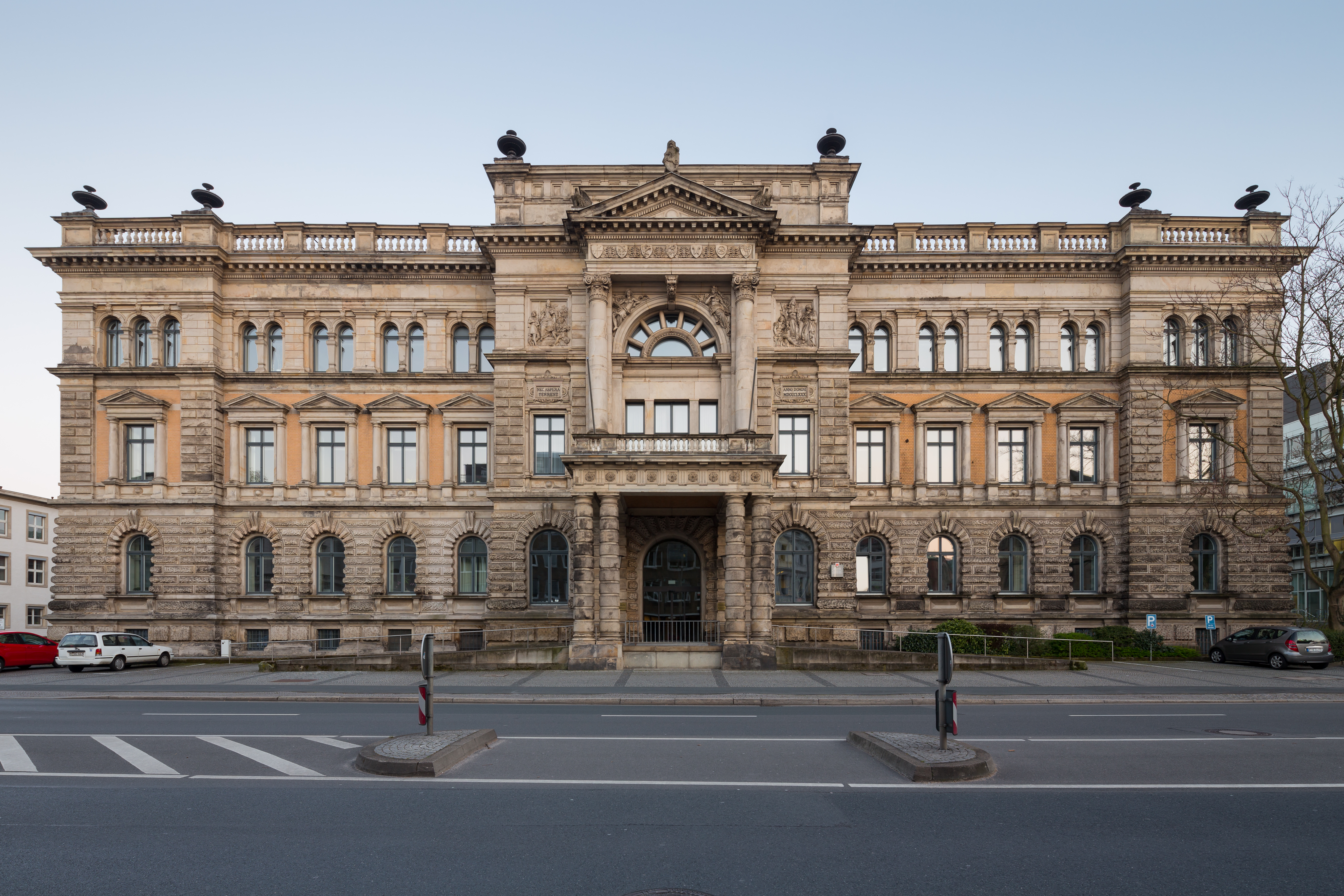
Sitz des Finanzministeriums im ehemaligen Provinzial-Ständehaus am Schiffgraben Nr. 10

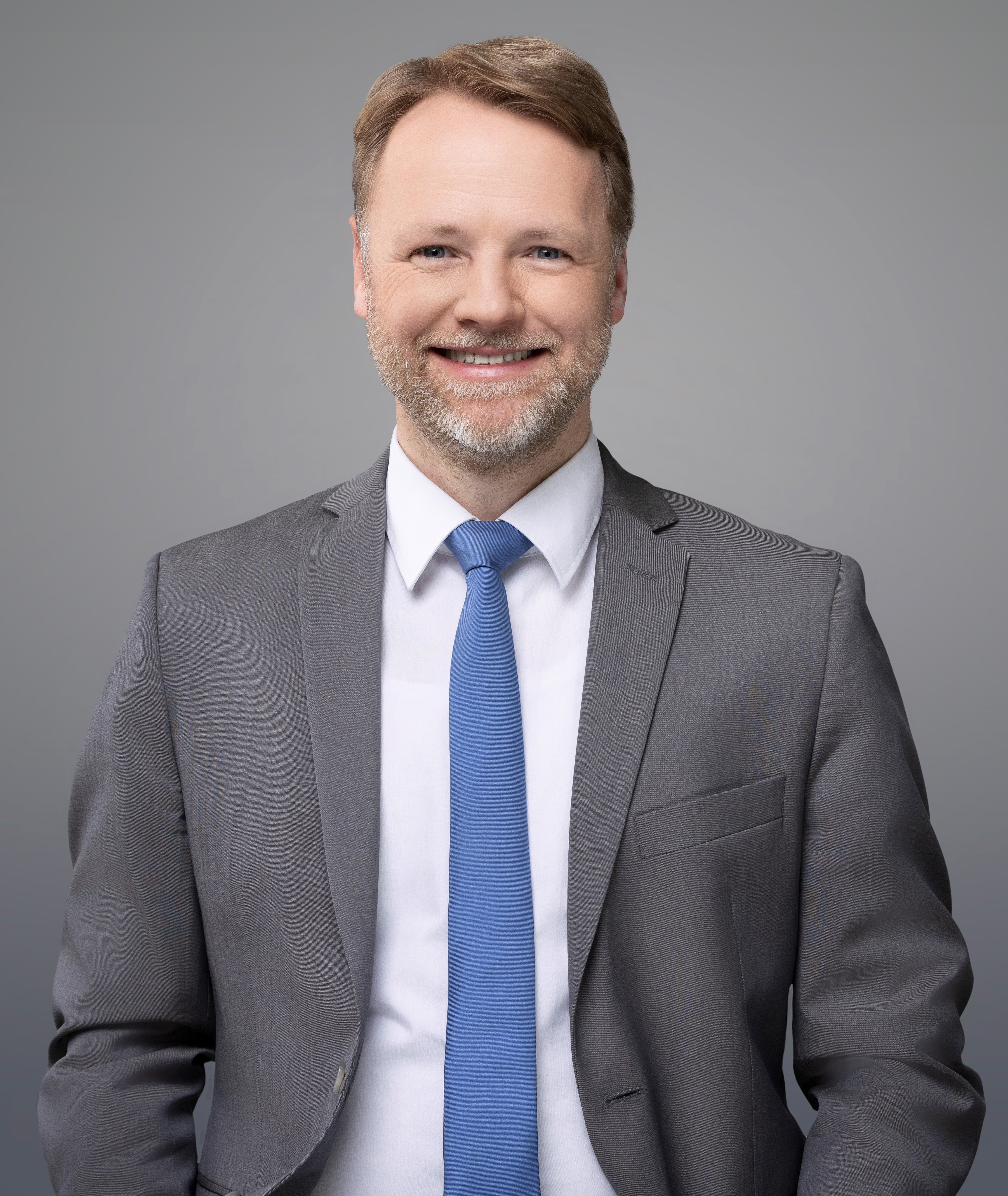
Minister Gerald Heere

Das Niedersächsische Finanzministerium ist eines von zehn Ministerien des Landes Niedersachsen, das seinen Sitz in der Niedersächsischen Landeshauptstadt Hannover hat. Es ist im denkmalgeschützten, ehemaligen Provinzial-Ständehaus am Schiffgraben untergebracht. Geleitet wird das Ministerium seit 2022 von Gerald Heere (B’90/Grüne), Staatssekretärin ist seit 8
November Sabine Tegtmeyer-Dette.
Eine vollständige Auflistung der bisherigen Minister der Finanzen des Landes findet sich unter Liste der Finanzminister von Niedersachsen.

## Aufgaben
Das Ministerium ist für die Aufstellung des Haushaltsplans des Landes Niedersachsen zuständig. Daneben ist es für die Mitwirkung des Landes an der Steuergesetzgebung im Bund zuständig. Zum Geschäftsbereich des Finanzministeriums gehören auch das Niedersächsische Landesamt für Bezüge und Versorgung, das Landesamt für Steuern Niedersachsen mit den Finanzämtern sowie das Niedersächsische Landesamt für Bau und Liegenschaften. Das Finanzministerium verwaltet die Beteiligungen des Landes an der Volkswagen AG, der Norddeutschen Landesbank, der Deutschen Messe AG, der Salzgitter AG und weiteren Unternehmen. Es hat zudem die Aufsicht über die niedersächsischen Spielbanken und verwaltet die Staatsbäder.

## Organisation
Das Ministerium ist in vier Abteilungen und einer Referatsgruppe gegliedert:
- Referatsgruppe VD: Zentrale Dienste, finanzielles öffentliches Dienstrecht, Tarifrecht, Verwaltungskosten
- Abteilung 1: Haushalt, Mittelfristige Planung
- Abteilung 2: Staatliches Baumanagement, Liegenschaften, Geld- und Kreditgeschäft, Bescheinigende Stelle, Landeshauptkasse
- Abteilung 3: Steuern, steuerberatende Berufe, Organisation der Steuerverwaltung, Steuerpolitik
- Abteilung 4: Vermögen und Finanzierungen, Finanzpolitik, Grundsatzfragen der Finanzverfassung, Finanzkontrolle